# Claude Marie Lebley
Claude Marie Lebley, né le 6 avril 1754 à Strasbourg (Bas-Rhin), mort le 9 décembre 1833, au château de Cerqueux à Josnes (Loir-et-Cher), est un général français de la Révolution et de l’Empire.

## États de service
Il entre en service le 23 janvier 1771, dans le 6e régiment d’artillerie à pied, il est promu sergent le 21 mai 1777, et il participe aux campagnes d’Amériques de 1780 à 1783 sous Rochambeau.
Il est promu sergent-major le 1er novembre 1784, lieutenant en premier le 18 mai 1792, et adjudant-major le 15 juillet suivant. Il est fait chevalier de Saint-Louis le 22 juillet 1792.
Le 1er novembre 1792, il devient capitaine, et il est employé à l'armée du Centre, et sur les côtes de Cherbourg. Le 25 avril 1793, il est nommé lieutenant-colonel commandant amovible du Fort de la Hougue.
Il est promu général de brigade le 6 octobre 1793, il sert successivement à l’armée des côtes de Brest, et à l’armée des côtes de l’Océan. Le 10 juillet 1795, il commande la subdivision de la Manche.
Le 17 septembre 1796, il est envoyé à l’armée d’Italie, et il participe aux opérations du siège de Mantoue. Il est blessé d’un coup de feu à la fesse droite le 15 janvier 1797, à la bataille de Rivoli, et il prend le commandement de la citadelle de Mantoue le 3 mars 1797. Il est réformé le 18 mars suivant.
Il est remis en activité le 29 novembre 1798, comme commandant d’arme de Dunkerque, et le 28 janvier 1803, il prend le commandement de Perpignan. Il est fait chevalier de la Légion d’honneur le 11 décembre 1803, et officier de l’ordre le 14 juin 1804.
Il est admis à la retraite le 9 novembre 1813.
Il meurt le 9 décembre 1833, au château de Cerqueux à Josnes.

## Sources
- (en) « Generals Who Served in the French Army during the Period 1789 - 1814: Eberle to Exelmans »
- Thierry Pouliquen, « Les généraux français et étrangers ayant servis [sic] dans la Grande Armée » (consulté le 26 mars 2014)
- « Cote LH/1516/47 », base Léonore, ministère français de la Culture
- A. Lievyns, Jean Maurice Verdot, Pierre Bégat, Fastes de la Légion-d'honneur, biographie de tous les décorés accompagnée de l'histoire législative et réglementaire de l'ordre, volume 5, Bureau de l’administration, janvier 1844, 529 p. (lire en ligne), p. 328.
- Jacques Baquol, L'Alsace ancienne et moderne: ou Dictionnaire géographique, historique et statistiqué, Strasbourg, chez l’auteur, 1851, p. 459
- Étienne Charavay, Correspondance général de Carnot, tome 3, imprimerie Nationale, 1897, p. 451.
- (pl) « Napoléon.org.pl »